# Charles Jensen (gymnast)
 Der er flere personer med dette navn, se Charles Jensen.
Charles Kristoffer Peter Jensen (24. december 1885 i Bislev – 5. juni 1920 i Roskilde) var en dansk gymnast som deltog i OL 1908 i London og 1912 i Stockholm.
Jensen var med på det danske hold, som sluttede på en 4. plads i holdkonkurrencen i gymnastik under OL 1908 i London.
Fire år senere vandt han en bronzemedalje i gymnastik under OL 1912 i Stockholm. Han var med på det danske hold som kom på en tredjeplads i holdkonkurrencen for hold i frit system. Norge vandt konkurrencen.
I den indviduelle all-round konkurrence kom han på en 30. plads.